# Неволин, Георгий Лукич
Гео́ргий Луки́ч Нево́лин (6 мая 1921 года, Иман (ныне Дальнереченск) — 12 февраля 2015 года, Санкт-Петербург, Россия) — советский моряк-подводник, командир 3-й флотилии подводных лодок, начальник Высшего военно-морского училища подводного плавания им. Ленинского комсомола (1973—1984), вице-адмирал.

## Биография
Родился 6 мая 1921 года в городе Имане (позднее — Дальнереченск) Приморского края.
В июне 1941 года, закончив учебу в Судостроительном техникуме Владивостока, поступает в Тихоокеанское высшее военно-морское училище. В апреле 1945 года после окончания училища и был назначен командиром БЧ-1-4 на подводную лодку типа «С» Тихоокеанского флота и в составе её экипажа принял участие в боевых действиях против Японии.
В 1951 году окончил классы командиров подводных лодок при КУОПП им. СМ. Кирова.
С 1952 по 1958 годы командовал подводными лодками различных проектов на Тихоокеанском флоте.
В 1960 году окончил Академические курсы при Военно-морской Академии им. А. Н. Крылова и в звании капитана 1-го ранга был назначен начальником штаба 1-й Бригады, затем командиром 22-й бригады Подводных сил Северного флота.
… человек с беспокойным характером, инициативный офицер, постоянно совершенствовавший приёмы боевого использования оружия и технических средств ПЛ. Он своей энергией заражал командиров, заставлял их искать и пробовать новые тактические приёмы.контр-адмирал В. В. Лободенко о Г. Л. Неволине
В 1962 году назначен начальником штаба 12 эскадры подводных лодок Северного флота. В этой должности он получил в октябре 1967 года воинское звание контр-адмирал.
В феврале 1969 года назначен командиром 12 эскадры, которая в этом же году преобразована в 3-ю флотилию подводных лодок Северного флота, стал первым её командующим.
Тогда же Неволин стал начальником гарнизона в поселке Гаджиево и старшим морским начальником губы Сайда где образовалось возглавляемое им мощное объединение подводных лодок, вооруженных баллистическими ракетами.
В 1973 году назначен начальником Высшего военно-морского училища подводного плавания им. Ленинского комсомола, которым командует 11 лет.
7 ноября 1977 года на Параде в Москве на Красной Площади по случаю 60-летия Великой Октябрьской Социалистической революции командовал парадным полком училища, представляя Военно-Морской Флот. За отличную строевую выправку парадный расчет получил высокую оценку и благодарность Министра Обороны СССР.
Участвовал во научно-исследовательских работах, связанных с разработкой руководящих документов для флота, в написании учебников и учебных пособий.
В 1976 году Неволину было присвоено ученое звание — доцент по кафедре тактики ВМФ.
В конце 1984 года выходит в отставку.
Умер 12 февраля 2015 года в Санкт-Петербурге, похоронен на кладбище Кронштадта.
В феврале 2020 года государственные награды вице-адмирала Неволина были похищены строителем, делавшим ремонт в квартире его наследников. В результате полицейской спецоперации при участии капитана 1 ранга И. К. Курдина, вор и перекупщик были арестованы, награды вернулись в семью наследников.

## Память
В августе 2021 года состоялась премьера фильма «Звезда адмирала Неволина», снятого режиссёром Ольгой Сорокиной при поддержке Санкт-петербургского клуба моряков-подводников к 100-летию со дня рождения Г. Л. Неволина.